# Gøsta Esping-Andersen

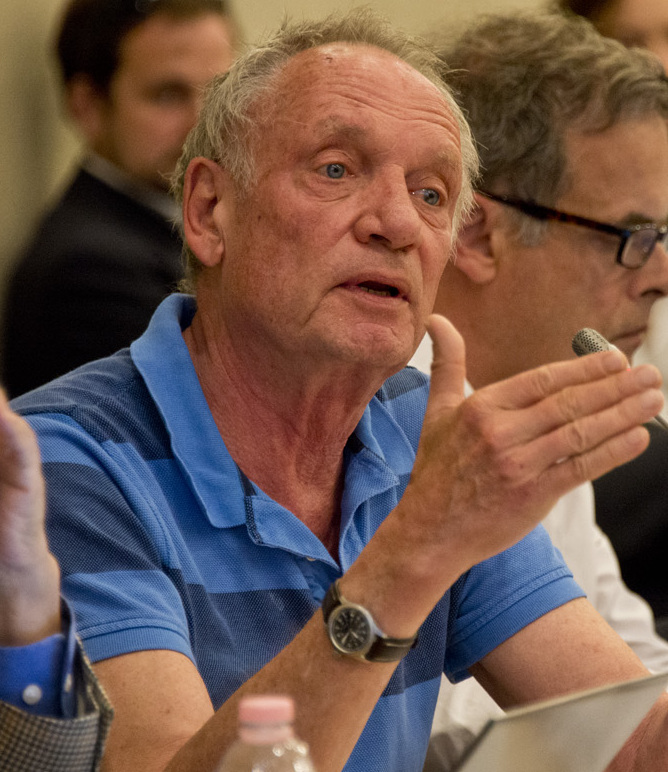
Gøsta Esping-Andersen

Gøsta Esping-Andersen (* 1947) ist ein dänischer Politikwissenschaftler und Soziologe. Er ist Professor für Soziologie an der Universität Pompeu Fabra in Barcelona. Seine Forschungen und Veröffentlichungen befassen sich vor allem mit dem Wohlfahrtsstaat. Er gehört zu den renommiertesten Sozialforschern unserer Zeit.

## Leben
Gøsta Esping-Andersen wurde 1947 in Dänemark als Sohn einer schwedischen Pianistin und eines dänischen Angestellten der Weltbank geboren. Aufgewachsen ist er in Dänemark, Iran, Kalifornien und Syrien, wo er gemeinsam mit seinen Eltern lebte. An der Universität Kopenhagen absolvierte er sein Studium als Master of Science. Seinen Doktorgrad erhielt er an der Universität Wisconsin. Von 1978 bis 1985 war er Professor an der Harvard-Universität, im Jahr darauf am Wissenschaftszentrum Berlin für Sozialforschung und bis 1994 an der Europäischen Universität Florenz. Zwischen 1994 und 2001 lehrte er dann ebenfalls im italienischen Trient. Die dänische Universität Roskilde verlieh ihm 2001 die Ehrendoktorwürde.
Esping-Andersen ist ferner Mitglied einiger sozialwissenschaftlicher Institute in ganz Europa, wie dem Danish Institute for Social Research. Weltweit veröffentlicht er in zahlreichen Fachzeitschriften Artikel, zum Beispiel im American Sociological Review oder im European Journal of Industrial Relations (siehe dazu: Industrial relations). Auch in internationalen Organisationen, wie beispielsweise den Vereinten Nationen, der Weltbank und der OECD, arbeitete der Däne mit. Rat suchten sich die Nationalregierungen Portugals und Belgiens während ihrer Europäischen Präsidentschaft. Die SPD hatte ihn 2003 für ihre Reformdebatte zum Wohlfahrtsstaat entdeckt, namentlich durch ihren damaligen Generalsekretär Olaf Scholz.
Zurzeit ist Gøsta Esping-Andersen wieder Professor für Soziologie an der Universität Pompeu Fabra in Barcelona. Hier lebt er mit seiner Frau und seinen zwei aus Marokko stammenden Adoptivsöhnen.
Darüber hinaus ist Esping-Andersen seit 2007 auswärtiges Ehrenmitglied der American Academy of Arts and Sciences und seit 2010 korrespondierendes Mitglied der British Academy.

### The Three Worlds of Welfare Capitalism
Das grundlegende Buch The Three Worlds of Welfare Capitalism von Gøsta Esping-Andersen typisiert Sozialstaaten.
liberal-angelsächsisch
Bei diesem Typ dominiert die Marktlogik und private Absicherung. Sozialstaatsleistungen sind gering ausgeprägt und an Bedürftigkeitsprüfungen gekoppelt. Eine Lohnuntergrenze wird durch Mindestlöhne gesichert. Die USA gehören zu diesem Typ, der mit liberalen Marktökonomien zusammentrifft.
konservativ-kontinentaleuropäisch
Bei diesem Typ gibt es zusätzlich zur Grundsicherung Leistungen wie Renten oder Arbeitslosengeld, an Arbeit und vorherige Beiträge zu Sozialversicherungen gebunden. Konservativ ist im Sinne von „den Lebensstandard konservierend“ zu verstehen. Leistungen der Sozialversicherung werden nach dem Äquivalenzprinzip ausgezahlt, d. h. abhängig von der Höhe und Dauer zuvor entrichteter Beiträge. Deutschland gehört zu diesem Typ, der meist mit sektoral koordinierten Ökonomien einhergeht.
sozialdemokratisch-skandinavisch
Bei diesem Typ wird der Charakter von Arbeit als handelbare Ware weitgehend reduziert (dekommodifiziert) und durch staatlich garantierte Lohnersatzleistungen kompensiert. Das wird auch als universeller Sozialstaat bezeichnet. Neben monetärer Absicherung besteht ein dichtes Netz von sozialen Dienstleistungen, von aktiver Arbeitsmarktpolitik bis zu sehr guter Kinderbetreuung. Schweden gehört zu diesem Typ. Das Modell einer national koordinierten Ökonomie trifft meist mit diesem Sozialstaatsmodell zusammen.

## Veröffentlichungen
- The Three Worlds of Welfare Capitalism (1990)
- Welfare States in Transition (1996; Hrsg.)
- Social Foundations of Postindustrial Economies (1998)
- Why We Need a New Welfare State (2002)
- The Incomplete Revolution: Adapting to Women’s New Roles (2009)